# لاريسا ماير
لاريسا ماير (بالهولندية: Larissa Meijer)‏،(مواليد 15 يوليو 1990) هي لاعبة هولندية في رياضة هوكي الحقل،تلعب في مركز حراسة المرمى، لاريسا فازت مع منتخب هولندا بكأس العالم 2014. تلعب لاريسا حالياً مع نادي أوراني وفارت.

## روابط خارجية
- لاريسا ماير على موقع الاتحاد الدولي للهوكي (الإنجليزية)
- لاريسا ماير على موقع أوليمبيديا (الإنجليزية)